# Didier Delgado
Didier Delgado Delgado (Istmina, 25 luglio 1992) è un calciatore colombiano, centrocampista dell'Inter de Palmira.

## Carriera
Dal 2013 al 2020 ha militato in varie squadre della prima divisione colombiana. Il 1º luglio 2021 è stato acquistato a titolo definitivo dall'Iōnikos, club militante nella prima divisione greca.

## Statistiche

### Presenze e reti nei club
Statistiche aggiornate al 2 luglio 2021.
| Stagione               | Squadra                | Campionato             | Campionato | Campionato | Coppe nazionali | Coppe nazionali | Coppe nazionali | Coppe continentali | Coppe continentali | Coppe continentali | Altre coppe | Altre coppe | Altre coppe | Totale | Totale |
| Stagione               | Squadra                | Comp                   | Pres       | Reti       | Comp            | Pres            | Reti            | Comp               | Pres               | Reti               | Comp        | Pres        | Reti        | Pres   | Reti   |
| ---------------------- | ---------------------- | ---------------------- | ---------- | ---------- | --------------- | --------------- | --------------- | ------------------ | ------------------ | ------------------ | ----------- | ----------- | ----------- | ------ | ------ |
| 2013                   | Deportes Tolima        | A                      | 9          | 0          | CC              | 2               | 0               |                    | -                  | -                  |             | -           | -           | 11     | 0      |
| 2014                   | Deportes Tolima        | A                      | 28         | 0          | CC              | 12              | 0               |                    | -                  | -                  |             | -           | -           | 40     | 0      |
| 2015                   | Deportes Tolima        | A                      | 40         | 1          | CC              | 4               | 0               | CS                 | 5                  | 1                  |             | -           | -           | 49     | 2      |
| 2016                   | Deportes Tolima        | A                      | 27         | 3          | CC              | 4               | 0               |                    | -                  | -                  |             | -           | -           | 31     | 3      |
| 2017                   | Deportes Tolima        | A                      | 13         | 0          | CC              | 2               | 0               | CS                 | 2                  | 0                  |             | -           | -           | 17     | 0      |
| Totale Deportes Tolima | Totale Deportes Tolima | Totale Deportes Tolima | 117        | 4          |                 | 24              | 0               |                    | 7                  | 1                  |             | -           | -           | 148    | 5      |
| 2017                   | Deportivo Cali         | A                      | 16         | 1          | CC              | 5               | 0               |                    | -                  | -                  |             | -           | -           | 21     | 1      |
| 2018                   | Deportivo Cali         | A                      | 27         | 3          |                 | -               | -               | CS                 | 7                  | 2                  |             | -           | -           | 34     | 5      |
| 2019                   | Deportivo Cali         | A                      | 14         | 0          |                 | -               | -               | CS                 | 3                  | 0                  |             | -           | -           | 17     | 0      |
| Totale Deportivo Cali  | Totale Deportivo Cali  | Totale Deportivo Cali  | 57         | 4          |                 | 5               | 0               |                    | 10                 | 2                  |             | -           | -           | 72     | 6      |
| 2019                   | Independiente Medellín | A                      | 7          | 1          | CC              | 4               | 0               |                    | -                  | -                  |             | -           | -           | 14     | 1      |
| 2020                   | Independiente Medellín | A                      | 13         | 0          | CC              | 1               | 0               | CL                 | 8                  | 0                  |             | -           | -           | 22     | 0      |
| Totale Ind. Medellín   | Totale Ind. Medellín   | Totale Ind. Medellín   | 20         | 1          |                 | 5               | 0               |                    | 8                  | 0                  |             | -           | -           | 33     | 1      |
| 2021-2022              | Iōnikos                | SL                     | 0          | 0          | CG              | 0               | 0               |                    | -                  | -                  |             | -           | -           | 0      | 0      |
| Totale carriera        | Totale carriera        | Totale carriera        | 194        | 9          |                 | 34              | 0               |                    | 25                 | 3                  |             | -           | -           | 253    | 12     |

## Palmarès

### Club

#### Competizioni nazionali
- Copa Colombia: 2

Deportes Tolima: 2014
Independiente Medellín: 2019